# 546025 Abrahampeter
546025 Abrahampeter este o planetă minoră (asteroid) din centura de asteroizi. A fost descoperită pe 17 noiembrie 2011 la Piszkéstetői Obszervatórium⁠(d) de  și a fost numită după Ábrahám Péter⁠(d). 
Obiectul prezintă o orbită caracterizată de o semiaxă mare de 3,1523660884359 UAi, o excentricitate de 0,10962570822252, o înclinație de 8,707513436193 ° în raport cu ecliptica.